# Begonia ovatifolia
Espèce
Synonymes
- Begonia ovatifolia var. cretacea C.B.Clarke[1]
- Begonia subovata Wall.[1]

Begonia ovatifolia est une espèce de plantes de la famille des Begoniaceae. Ce bégonia est originaire d'Asie du Sud. L'espèce fait partie de la section Diploclinium. Elle a été décrite en 1859 par Alphonse Pyrame de Candolle (1806-1893). L'épithète spécifique ovatifolia signifie « à feuille ovoïde ».

## Répartition géographique
Cette espèce est originaire des pays suivants : Bhoutan ; Inde ; Népal.

## Liste des variétés
Selon Tropicos (21 février 2017) (Attention liste brute contenant possiblement des synonymes) :
- variété Begonia ovatifolia var. cretaceea C.B. Clarke
- variété Begonia ovatifolia var. ovatifolia